# 30 Velorum
30 Velorum (F Velorum) é uma estrela na direção da Vela. Possui uma ascensão reta de 08h 27m 36.65s e uma declinação de −53° 05′ 18.7″. Sua magnitude aparente é igual a 5.08. Considerando sua distância de 204 anos-luz em relação à Terra, sua magnitude absoluta é igual a 1.10. Pertence à classe espectral A9/F0III/IV.